# Mario Maragliano i Navone
Mario Maragliano i Navone (Gènova, 1864 – Barcelona, 1944), fou un mosaïcista.
La seva formació original fou la música, que la va estudiar a la Scuola Musicale de Gènova. Però ho deixà i va aprendre la tècnica del mosaic, força desenvolupat a Itàlia, especialment a Venècia. El 1884 s'instal·la a Barcelona des d'on introdueix el modern mosaic artístic a l'estat espanyol. Més tard obrí taller a Madrid.
A Barcelona, decora les esglésies de les Saleses, de la Concepció, i del Pi. A Madrid, intervé a la decoració de San Francisco el Grande. Amb l'arribada del modernisme, els seus treballs tenen una gran projecció i col·laborà amb els principals arquitectes de l'època, especialment amb Lluís Domènech i Montaner, amb qui realitzà obres a Comillas, l'Hospital de Sant Pau a Barcelona i el Rosari Monumental de Montserrat (1903). Per Antoni Gaudí feu el mosaic de la cripta de la Sagrada Família. Amb Josep Puig i Cadafalch col·laborà a la casa Amatller i amb Jeroni Martorell i Terrats a la Caixa d'Estalvis de Sabadell a Sabadell. Coincideix sovint amb Lluís Bru, com al Palau de la Música Catalana o a l'església de Sant Josep Oriol de Barcelona, on farà l'altar de Sant Josep, mentre que Bru va fer la resta de mosaics.